# Brastavăţu
Brastavăţu é uma comuna romena localizada no distrito de Olt, na região de Oltênia. A comuna possui uma área de 70.34 km² e sua população era de 4953 habitantes segundo o censo de 2007.